# کلود فیشو
کلود فیشو (انگلیسی: Claude Fichaux؛ زادهٔ ۲۴ مارس ۱۹۶۹) بازیکن فوتبال اهل فرانسه است.
از باشگاه‌هایی که در آن بازی کرده‌است می‌توان به باشگاه فوتبال استراسبورگ، باشگاه فوتبال لیل، باشگاه فوتبال لو آور، باشگاه فوتبال لو مان، و باشگاه فوتبال سن-اتین اشاره کرد.